# 解深密經
解深密經（藏語：དགོངས་པ་ངེས་འགྲེལ༏，威利转写：dgongs pa nges 'grel，THL：Gongpa Ngédrel），屬於大乘佛教唯識學派經典，如來藏學派亦重視此經。

## 經題
「解深密」或譯為「相續解脫」、「深密解脫」或「解節」，依梵音為「珊地涅暮折那」，是闡明密意（Abhiprāya）的意思。
涅暮折那（nirmōcana）即鬆解、放開。珊地（saṃdhi）是指相續、連結、連續。由於此經所明甚深密義，難可通達，難可解釋，如同堅結堅固拘結，相續連接。將此相續堅結解開，解釋闡明如是甚深之義，名為解深密。

## 版本
解深密經的梵文本已失，現存漢譯本與藏譯本。

### 漢譯本
有二種完整的漢文譯本：
1. 北天竺三藏菩提留支，於北魏永熈二年（533年）譯，《深密解脫經》[5]
2. 唐三藏玄奘，於貞觀二十一年（647年）在弘福寺譯，《解深密經》

二種節譯本：
1. 天竺三藏求那跋陀羅在東安寺譯，《相續解脫經》（相當於解深密經末兩品）及《第一義五相略》（佚失）
2. 天竺三藏真諦，於陳保定年間譯，《解節經》（相當於解深密經初兩品）

本經又見於論書徵引：
1. 《瑜伽師地論》卷75至卷78，引用《解深密經》除序品外的全部。
2. 無著《攝大乘論》彼果智分，引用〈序品〉前半部。
3. 世親《攝大乘論釋》卷1，引用〈心意識相品〉幾近全部。

### 藏譯本
現存藏傳佛教《甘珠爾》中的《解深密經》，譯者不詳。布頓佛教史記載：11世紀時，由智軍所譯。
藏傳佛教譯本的根源，有數種不同說法。呂澂與關德興考證，藏譯本是由梵文譯出。呂澂認為是由玄奘攜回的梵文本譯出，在前弘期譯出。日本學者桍谷憲昭考證，圓測《解深密經疏》曾被譯為藏文，因此現存的藏文譯本可能也參考了漢譯本。
另外，藏語《瑜伽行地攝決擇》(Viniścaya-Saṃgrahaṇī) 引用本經(缺序品)，此與漢譯《瑜伽師地論》卷75至卷78同。

### 日文譯本
現存日譯本《解深密經》由深浦正文註疏並日譯。

### 法文譯本
法文譯本由Etienne Lamotte譯出，其底本不詳，不確定是由藏譯本或漢譯本轉譯出。

### 英文譯本
Buddhist Yoga: A Comprehensive Course by Thomas Cleary. (Shambhala： June 13, 1995)

## 内容
本经提出的三性（tri-lakṣaṇā/tri-svabhāva）、三無性（trividhā nihsvabhāvatā）之說，成為唯识宗的核心理论。這是把《般若經》中「一切法無自性」的義理，用三自性及三無自性的架構加以清楚闡明。
三性中：
1. 遍计所执性 (parikalpita-svabhāva)（如蛇）：人们妄执五蕴、十二处和十八界以及宇宙万法都是实有，都有自性，并普遍执著这种假有；说明了我们凡夫的我执、法执境界。
2. 依他起性 (paratantra-svabhāva)（如绳）：一切事物都是依因待缘和合而生的，是相有性空的假有；显示了客观世界中依因待缘所生的假有现象。
3. 圆成实性 (pariṇispanna-svabhāva)（如麻）：彻底远离虚妄遍计所执自性，真正明瞭一切皆依他起自性，就是圆成实自性；揭示圣人以如实智所认识的宇宙人生实质。

这三性也对应佛法的三转过程。
1. 凡夫由无知产生的心外 实有我法境界是没有的，所以依遍计所执立相无性，相即无性，了不可得。
2. 依因待缘所生现象虽有，但不是自然有，有而不真，所以依依他起立生无性，盖无自然性也。
3. 宇宙人生的实质，真实不虚，但必须远离凡夫错误观念，空去遍计所执才能证得，所以依圆成实立胜义无性，由此胜义是依无性所显，修道人遣除遍计所执性之后，才能证得。

## 現代考證
呂澂與橫山紘一主張，《解深密經》屬於中期大乘經典，在龍樹後才出現，約在西元3世紀時編成。
《瑜伽師地論》在〈攝抉擇分〉中大量引用《解深密經》，但在較早編成的〈本地分〉中則大量引用《雜阿含經》。《瑜伽師地論》與《解深密經》之間的關係，在學者之間有所爭論。
平川彰、栲谷憲昭、勝呂信靜等學者認為，最早的《解深密經》可能是以單行本出現，獨立流通於世。《解深密經》中〈勝義諦相品〉、〈心意識相品〉、〈一切法相品〉、〈無自性相品〉這四品最早出現，〈分別瑜伽品〉接著出現，〈地羅密多品〉及〈如來成所作事品〉時代更晚，至於〈序品〉受到《華嚴經》影響，則是最晚加入的。在《瑜伽師地論》〈本地分〉編成後，至〈攝抉擇分〉編成前，這段時間由瑜伽行派，將這些單行本集結成《解深密經》。集結《解深密經》的目的在於對抗龍樹的中觀學派論點，大乘瑜伽行派以密意說，重新詮釋一切法空，以支持自身唯識無境的論點。
Lambert Schmithausen認為，《解深密經》是由《瑜伽師地論》〈攝決擇分〉獨立出來，之後編集寫成。
《解深密經》的集成，其目的可能在於解決由龍樹中觀學派所提出的質難。在《大智度論》中，龍樹曾提出，如果意識是存在的，應該有第七識與六識相應，但是沒有第七識存在，因此無我。